# Park Narodowy Sahamalaza
Park Narodowy Sahamalaza – park narodowy położony w północno-zachodniej części Madagaskaru, w regionie Sofia. Zajmuje powierzchnię 26 000 ha.
Został założony w 2007 roku. Znajduje się na liście rezerwatów biosfery UNESCO. Połowa jego powierzchni (około 130 km²) obejmuje obszar morski, który składa się głównie z raf koralowych. Część lądowa składa się z namorzyn (57 km ²), które porastają 30-kilometrowy odcinek wybrzeża zatoki, oraz z suchych lasów przybrzeżnych – jednych z ostatnich na północno-zachodnim wybrzeżu Madagaskaru. Półwysep Saikanosy Sahamalaza ma strome zbocza, które mają wysokość nawet do 400 m. Występują tu licznie małe rzeki, przepływające przez suche lasy liściaste. W parku żyje około 40% gatunków endemicznych dla Madagaskaru.

## Położenie
Znajduje się na północno-zachodnim wybrzeżu Madagaskaru, około 100 km na południe od wyspy Nosy Be i 80 km na północ od miasta Analalava, w pobliżu drogi Route nationale 6.

## Fauna
Na terenie parku istnieje 8 gatunków lemurów. Spotykany tu jest gatunek Lepilemur sahamalazensis – jeden z najbardziej zagrożonych gatunków lemurów, którego pozostało mniej niż 100 osobników. Występują także inne lemury, takie jak Eulemur flavifrons, Hapalemur occidentalis, czy gatunki rodzaju Phaner. Ponadto można tu spotkać gatunek drapieżnego ssaka z rodziny Eupleridae, fossę.
Oprócz ssaków zaobserwowano 20 gatunków gadów, 3 gatunki płazów oraz 41 gatunków ptaków, takich jak Coua cristata, Buteo brachypterus, Nipponia nippon, wikłacz nizinny, Neomixis tenella, czapla maskowa, czy rzadko spotykany bielik madagaskarski. 
W morskiej części parku, w wodach wokół półwyspu Saikanosy Sahamalaza i raf koralowych, skatalogowano ponad 200 gatunków bezkręgowców (w tym większość to koralowce, ale też 20 gatunków strzykw) oraz 170 gatunków ryb. Rafy koralowe są siedliskiem żółwi morskich, które składają jaja na plażach wyspy Nosy Valiha.
Konieczna jest ochrona raf koralowych na rzecz zrównoważonego rozwoju obszaru i jego ludności, ponieważ przetrwanie wielu gatunków zależne jest od ich połowów.

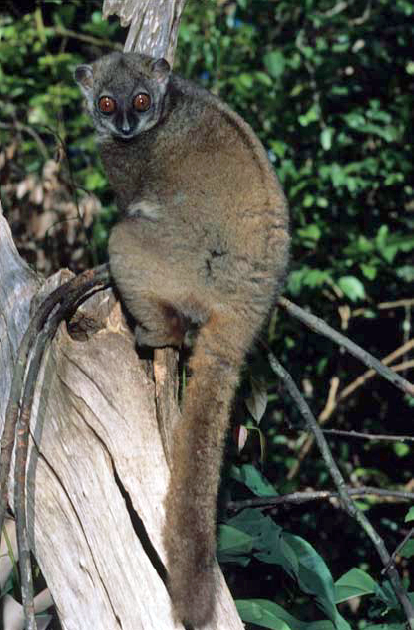
Lepilemur sahamalazensis
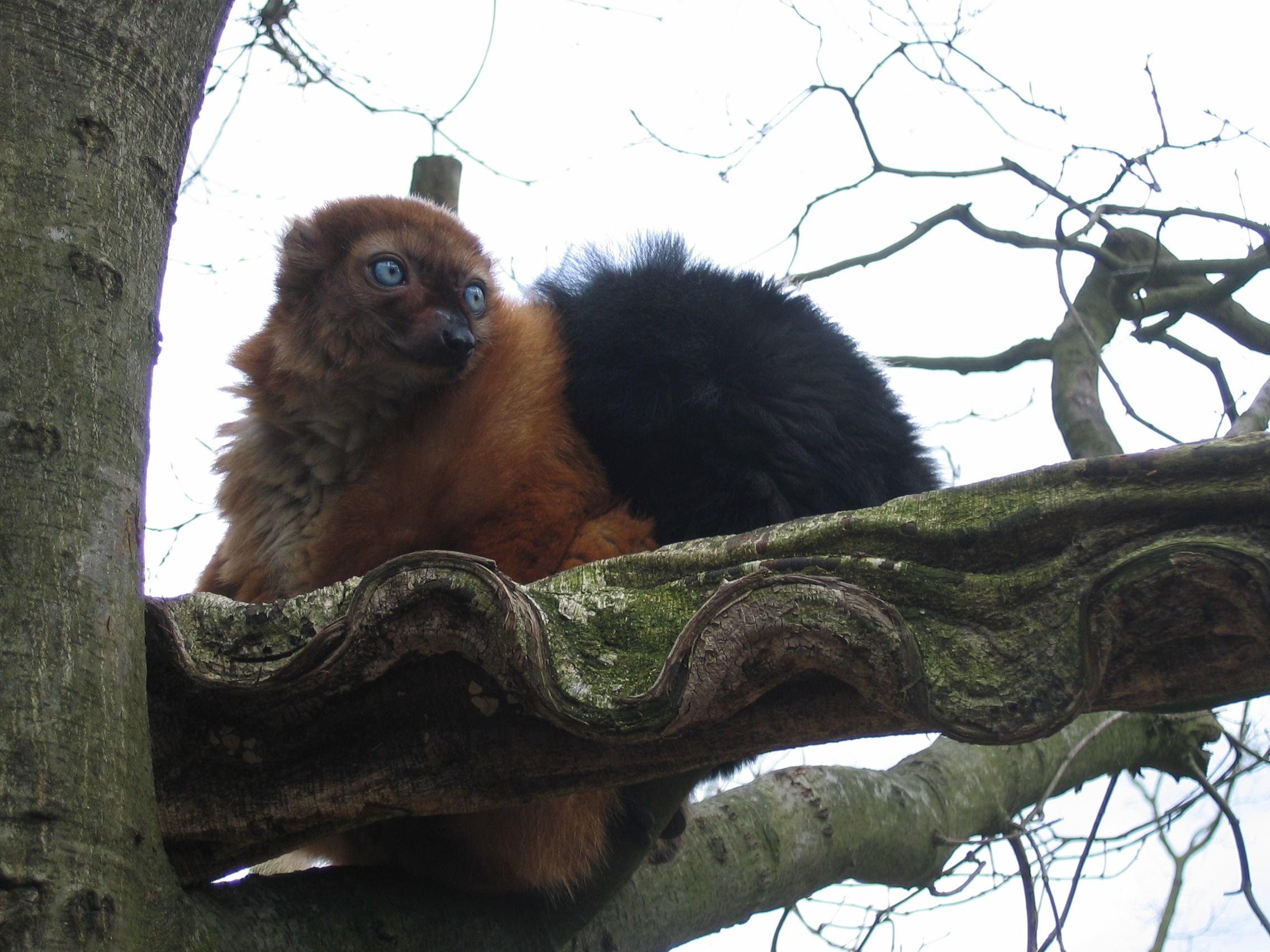
Eulemur flavifrons
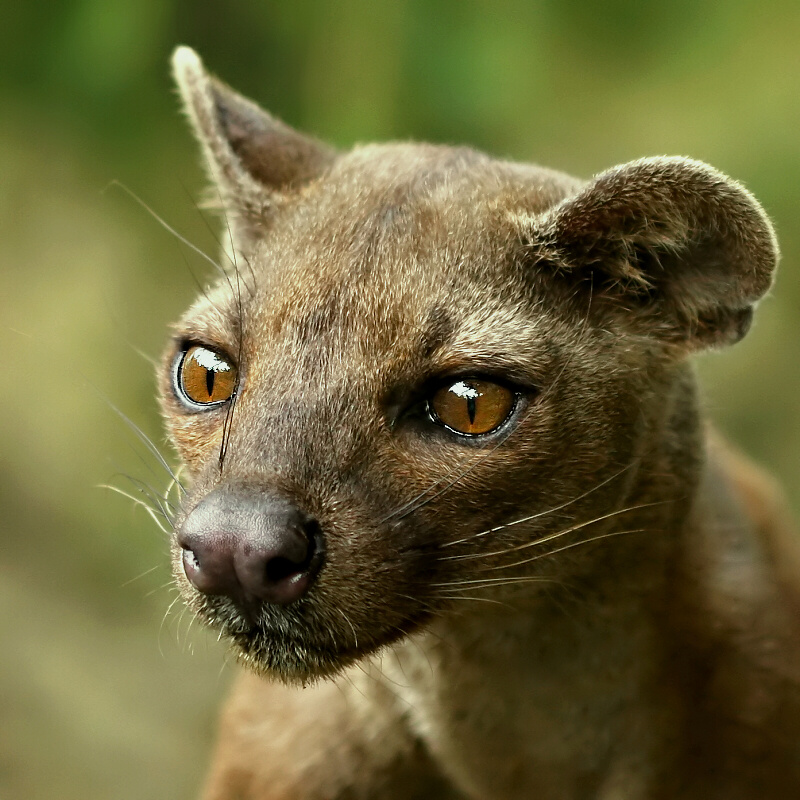
Fossa
Coua cristata
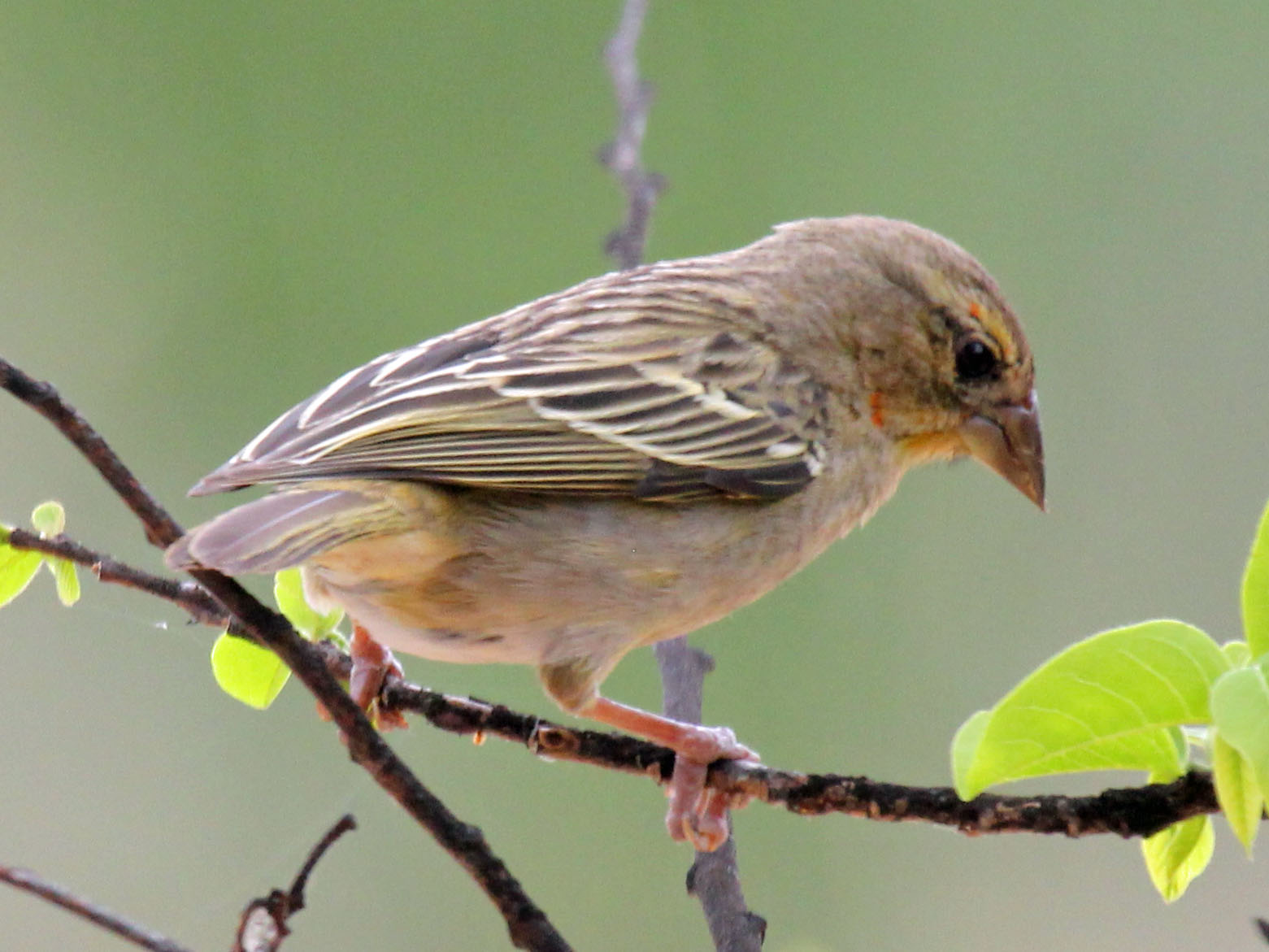
Wikłacz nizinny
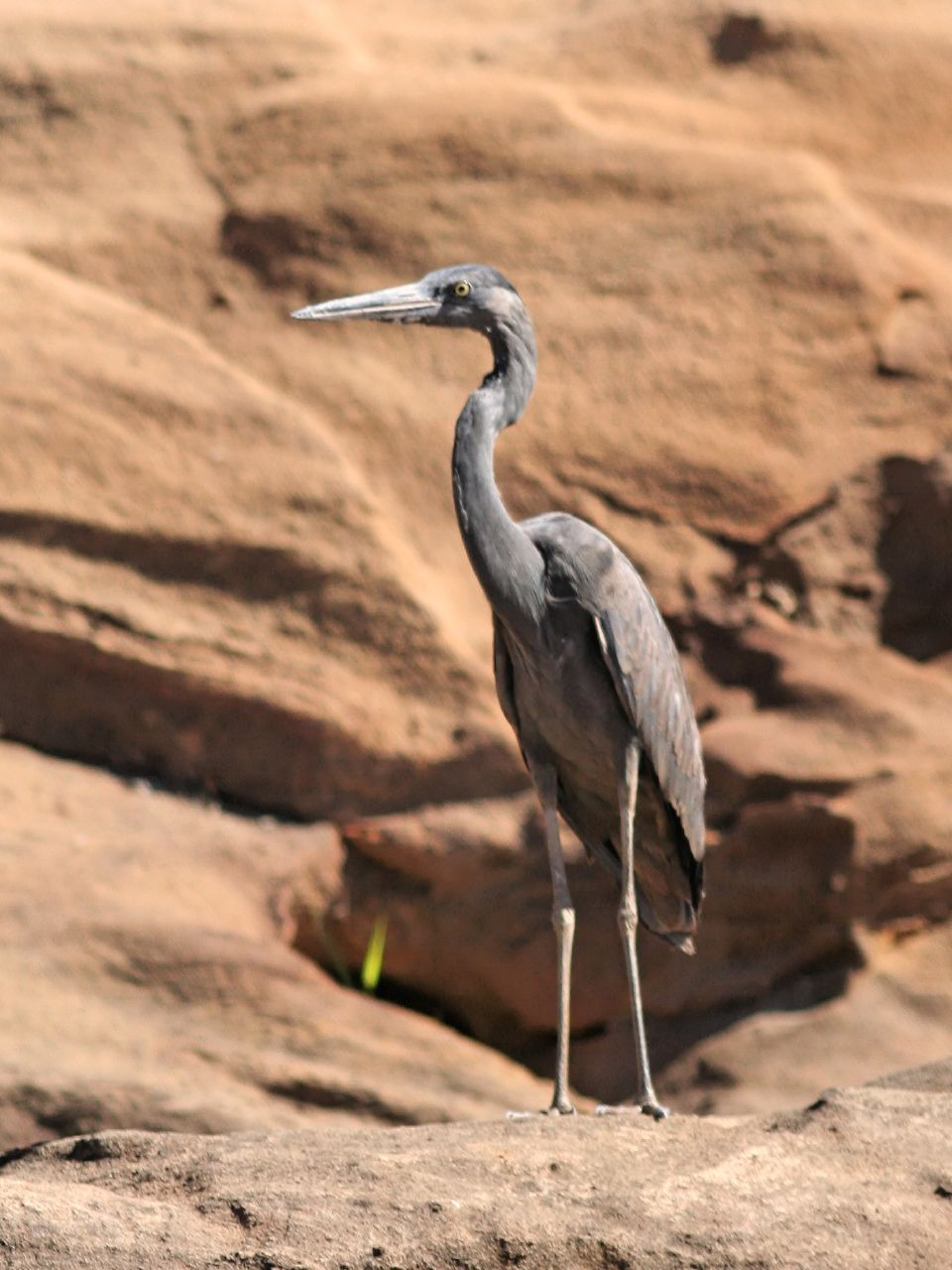
Czapla maskowa
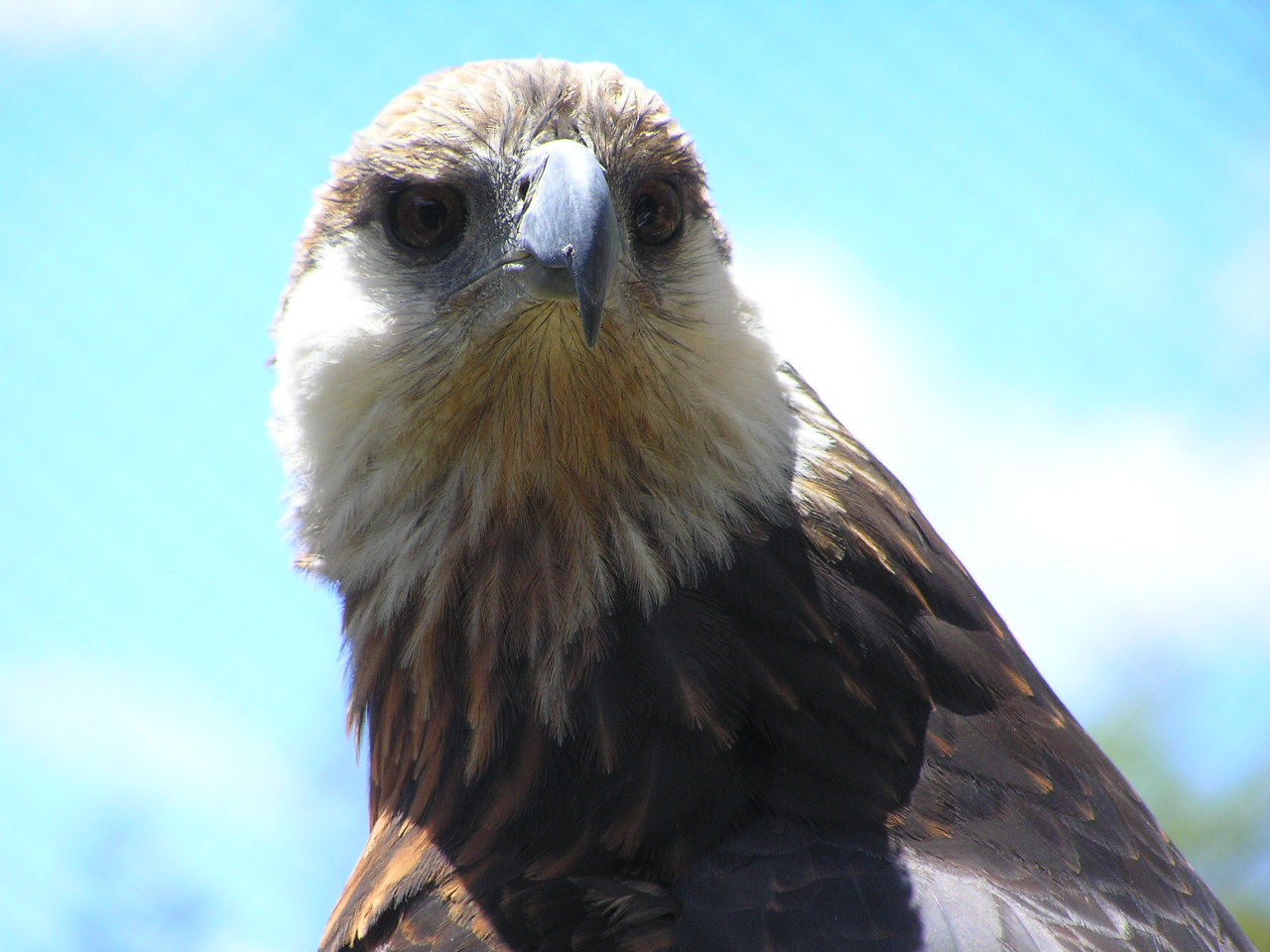
Bielik madagaskarski

## Ludność
Cały region jest słabo rozwinięty w porównaniu z innymi częściami Madagaskaru. Zwiększa to skłonność lokalnych mieszkańców do poszukiwania zasobów naturalnych. Rozwój lokalny jest utrudniony przez niskie dochody, niedożywienie, problemy sanitarne oraz nadmierną eksploatację zasobów morskich. Rezerwat biosfery UNESCO jest okazją do osiągnięcia zrównoważonego zarządzania roślinności drzewiastej i zasobów morskich, jak również do poprawy produkcji rolnej.

## Turystyka
Park jest łatwo dostępny dla turystów, gdyż znajduje się tuż obok drogi Route nationale 6, która rozpoczyna się w Antsiranana, przechodzi w pobliżu parku i kieruje się na południe do Analalava. Możliwy jest również rejs statkiem do parku z wyspy Nosy Be lub z miasta Analalava. Ponadto dla turystów wytyczono na terenie parku szlaki turystyczne.
Główne biuro parku znajduje się w Mahajanga, natomiast jego filia jest w Maromandia.